# Indumentaria tradicional del País Vasco
A diferencia de otras comunidades, en el País Vasco no existe un único traje tradicional, ni uno por cada territorio histórico. Lo correcto sería referirse a una forma tradicional de vestir en el País Vasco.

## Origen
Alrededor de principio del siglo XX, antes de la llegada de la industrialización y la producción masiva de ropa en fábricas, los pescadores, campesinos y otros trabajadores lucían la característica ropa tradicional del País Vasco al ser muy complicado acceder a la ropa industrializada.
La población joven empezó a cambiar la tradicional forma de ganarse la vida en el campo o con la pesca y comenzaron a trabajar en las fábricas. Abandonaron la forma habitual de vivir en baserris o caseríos y empezaron a habitar nuevos barrios de las ciudades, lo que provocó un cambio en la vestimenta.
Debido a esto, los baserritarrak que quedaron han mantenido hasta hoy en día el legado de la cultura, valores y vestimenta, que está desapareciendo. Su forma de vestir se ha convertido en el vesturario tradicional del País Vasco.

## En la actualidad

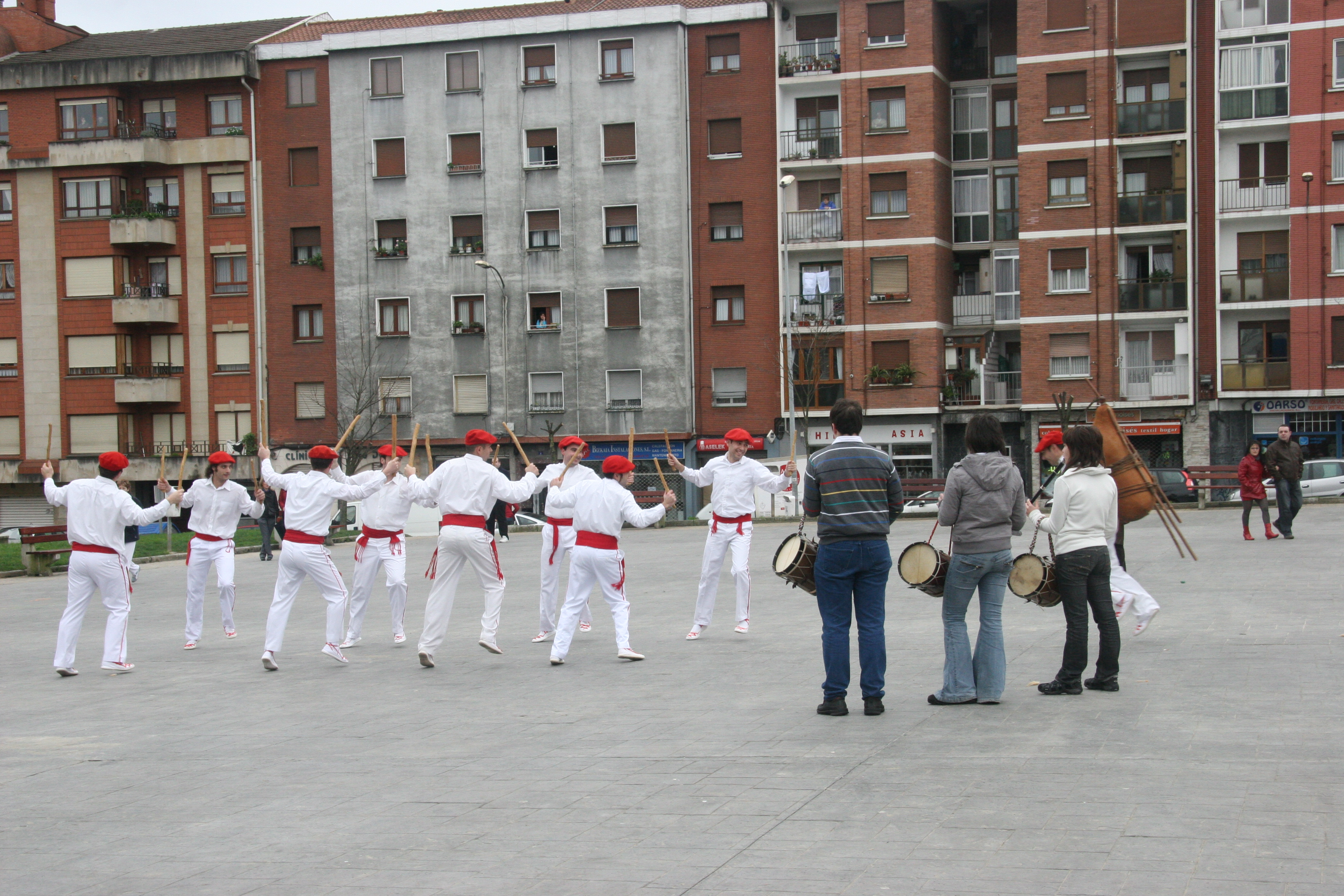
Markinako Zaragi-dantza en Basauri

La juventud en ciertas festividades locales u otras ocasiones especiales comenzó a adoptar la indumentaria tradicional del País Vasco a modo de disfraz y en honor a la historia de la tierra y su historia.
Actualmente es una tradición que se repite en las fiestas locales de los municipios y en otras fechas como en Santa Águeda, donde la gente sale a la calle con la indumentaria tradicional.
En Navidad, y de forma tradicional y cultural, el Olentzero trae los regalos a los niños la noche del 24 de diciembre. Se trata de un señor, carbonero de profesión, que baja de las montañas, junto a su burrito Astotxo, para repartir los regalos a los niños que se han portado bien. Su indumentaria es la tradicional vasca.

## Características de los trajes vascos

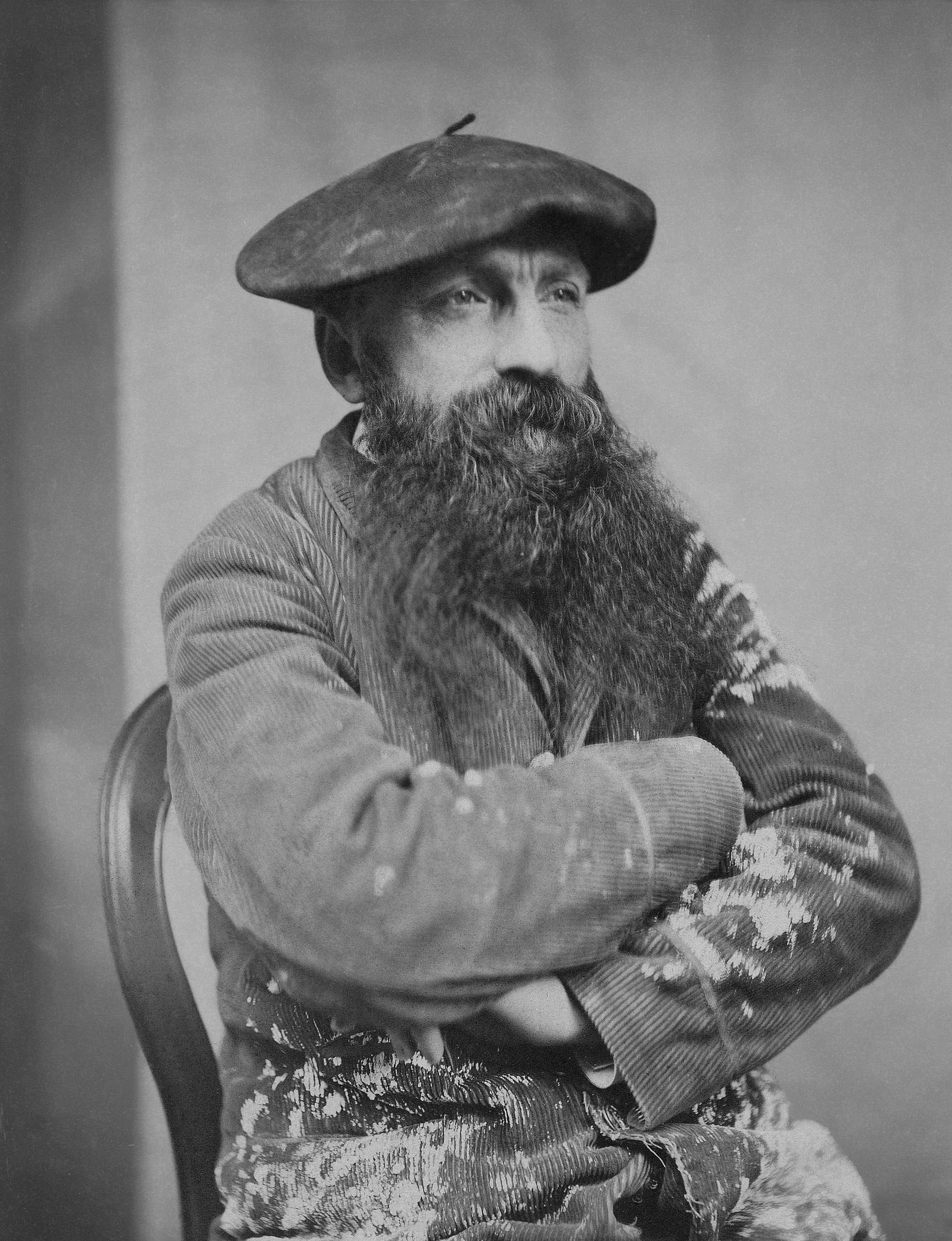
Hombre con txapela o boina

La indumentaria tradicional vasca contiene una amplia variedad de prendas que mantienen similitudes entre las distintas variedades de los territorios históricos. Los parecidos más esenciales son:
- En las mujeres
  - La longitud de las faldas o gonas
  - El uso de pañuelo o zapi en la cabeza
- En los hombres
  - El uso de pantalón largo
  - El uso de blusón o camisa
  - El uso de txapela o boina
- Común para ambos
  - El uso de albarcas como calzado

### Galería fotográfica de trajes regionales vascos
Distintos ejemplos de la indumentaria tradicional del País Vasco:

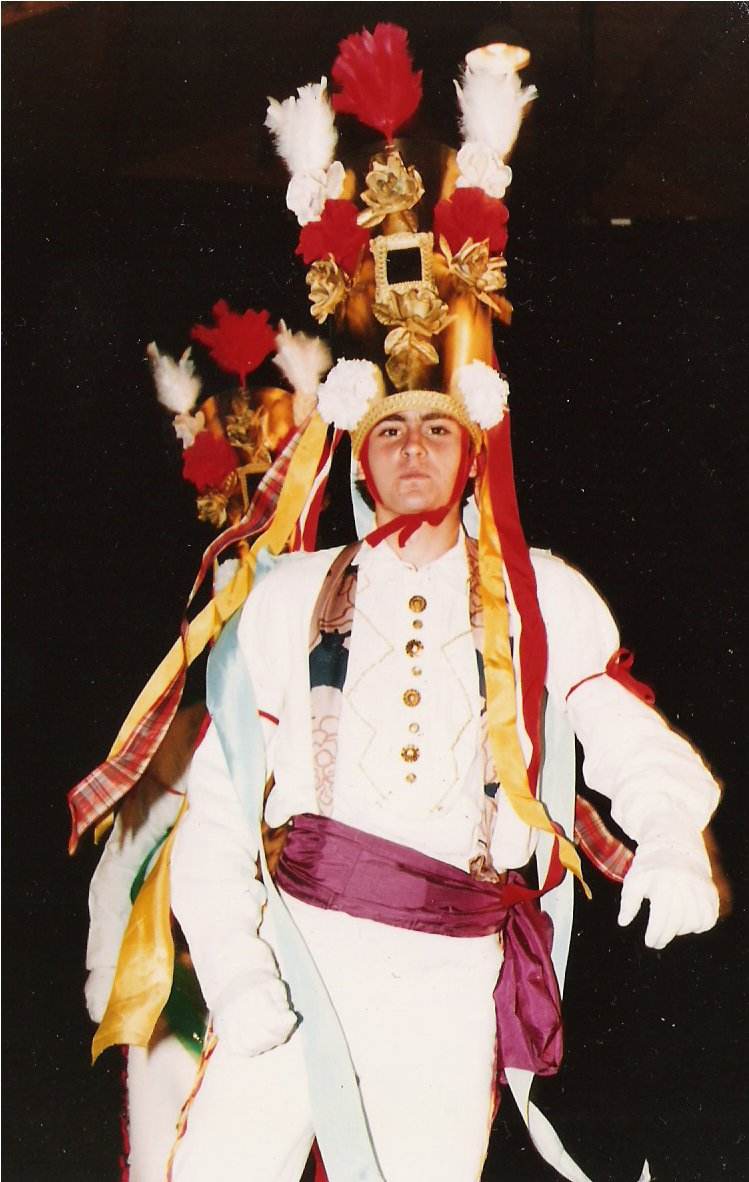
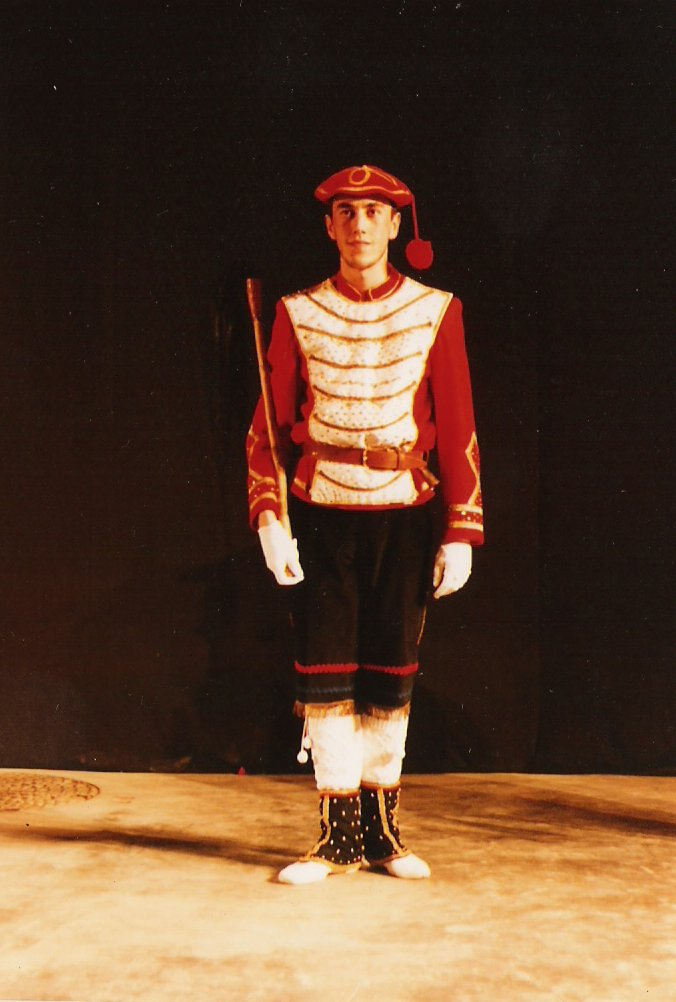
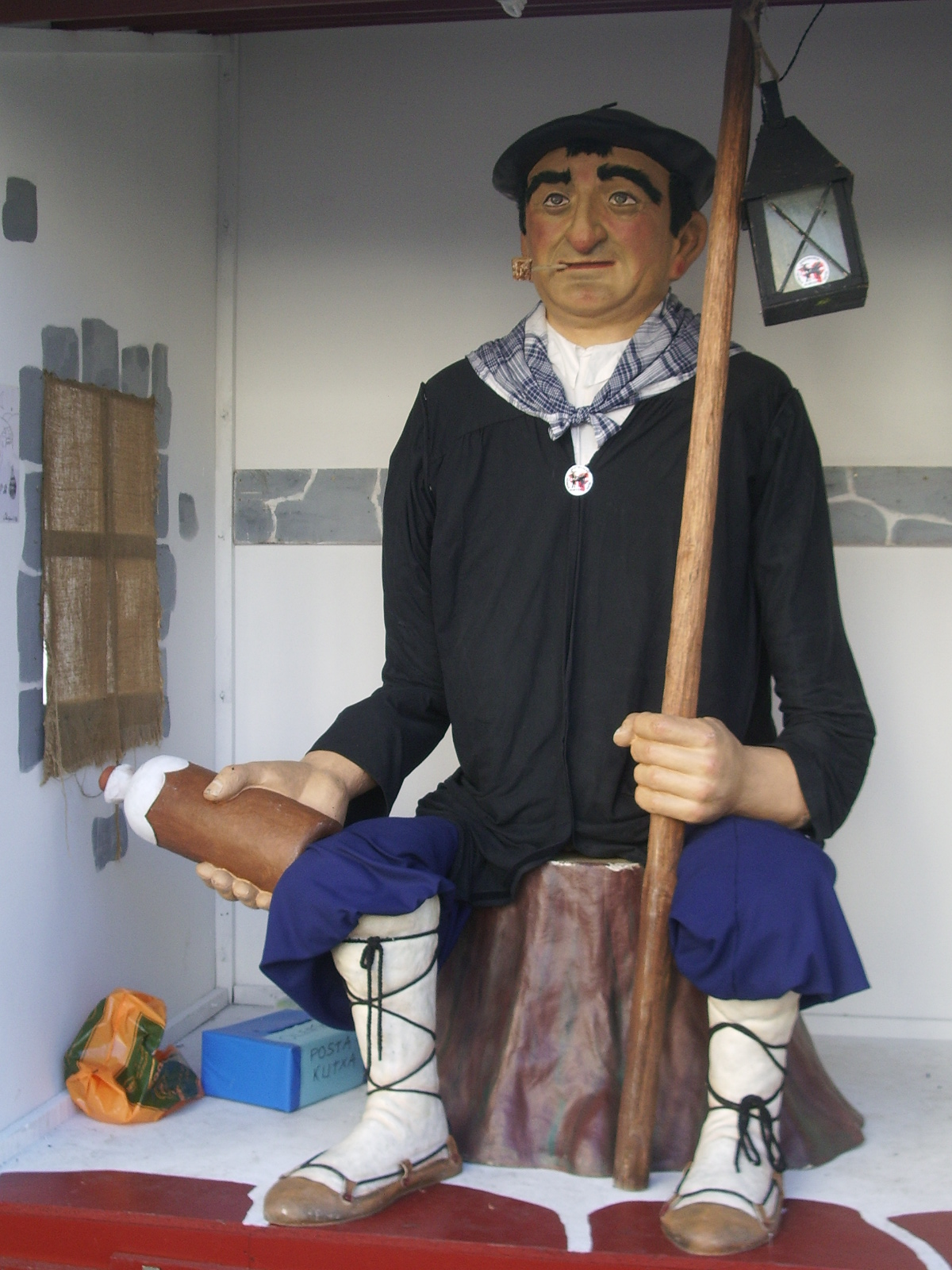
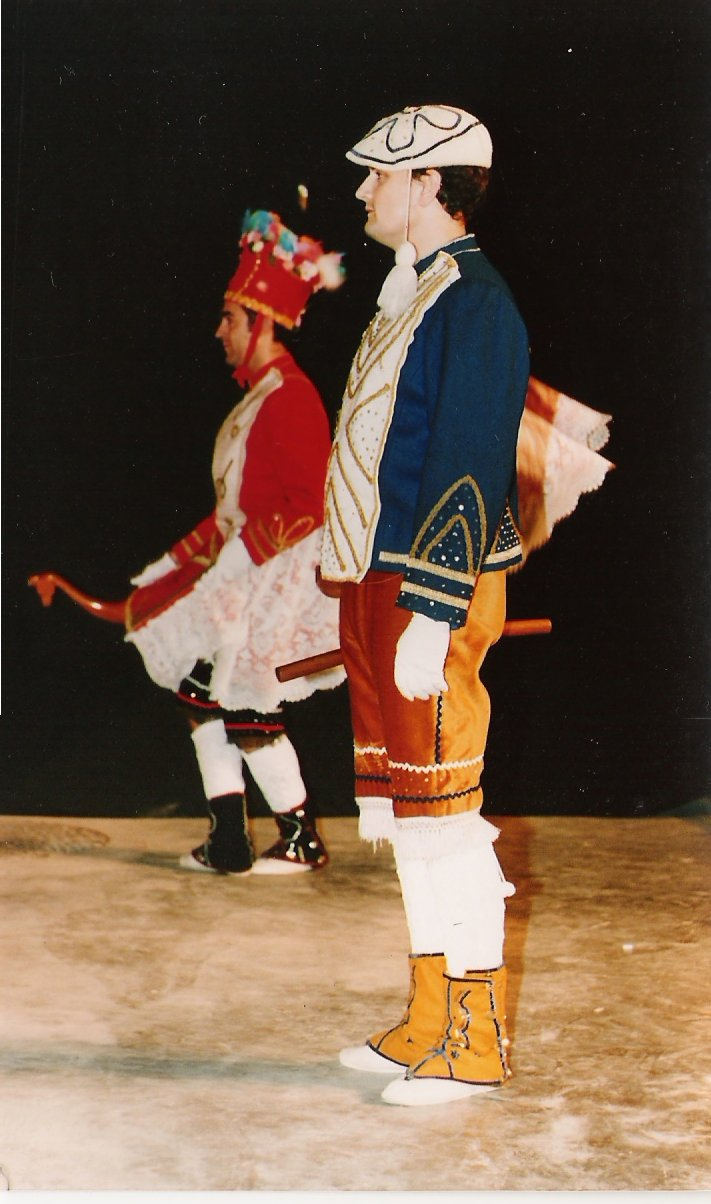
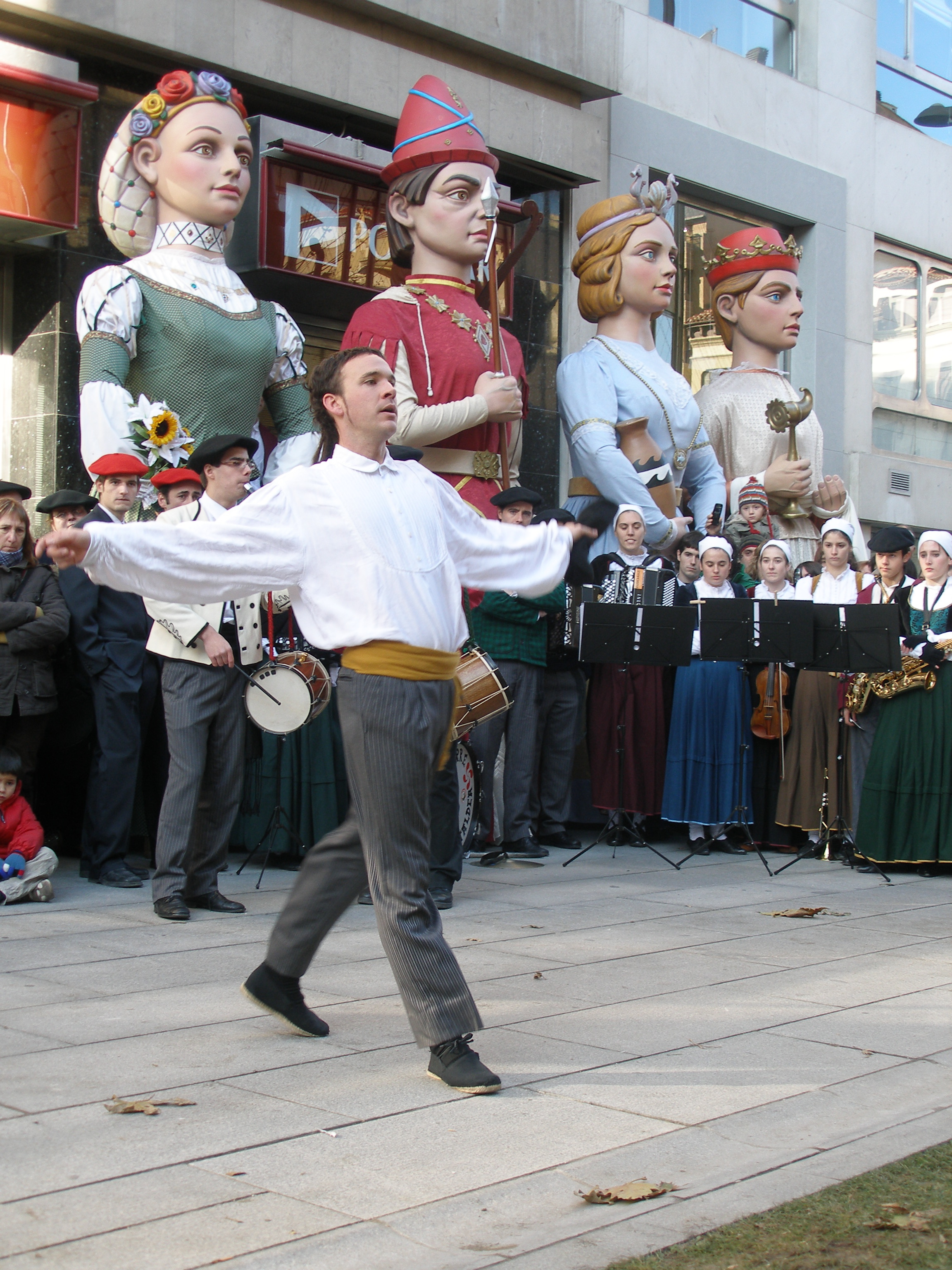
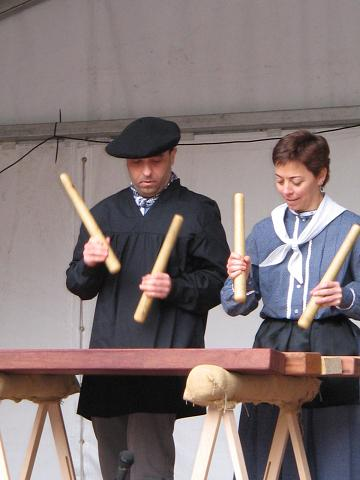